# Aeroporto Internazionale di Calcutta
L'Aeroporto Internazionale di Calcutta, intitolato a Netaji Subhas Chandra Bose, è un aeroporto indiano gestito dalla AAI. Situato a 15 km dalla stazione centrale di Calcutta, è il quinto aeroporto indiano per numero di passeggeri, preceduto da Delhi, Mumbai, Bangalore e Chennai. Rappresenta un importante scalo per voli verso l'India nord-orientale, il Bangladesh, il Bhutan, la Cina, il Sud-est asiatico e le città medio orientali di Dubai, Abu Dhabi e Doha.

## Storia

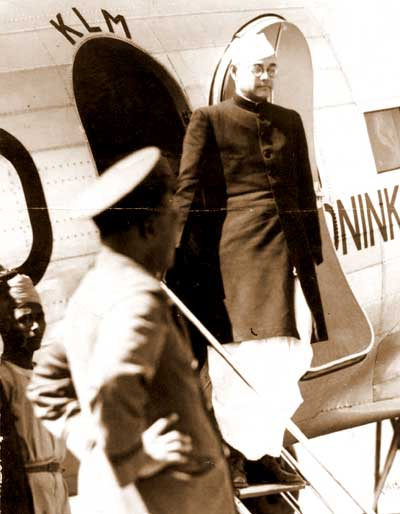
Subhas Chandra Bose nel 1938

### I primi anni
L'Aeroporto Internazionale Netaji Subhas Chandra Bose è stato fondato a inizio Novecento come aeroporto di Calcutta. L'aeroporto serviva tradizionalmente come scalo strategico dal Nord America e dall'Europa verso l'Indocina e l'Australia. Dakota 3 è stato il primo aereo ad atterrare in aeroporto. Nel 1924, KLM iniziò voli regolari verso Calcutta, come parte della rotta da Amsterdam - Batavia (Giacarta).
L'aeroporto iniziò come un campo aperto vicino all'armeria della Royal Artillery a Dum Dum. Nel 1929, Sir Stanley Jackson, governatore del Bengala, aprì il Bengal Flying Club presso l'aeroporto. Nel 1930, l'aerodromo fu reso idoneo all'uso durante tutto l'anno e altre compagnie aeree iniziarono a utilizzare l'aeroporto. Air Orient iniziò voli regolari sulla rotta Parigi - Saigon e Imperial Airways iniziò i voli da Londra all'Australia via Calcutta nel 1933, attirando così molte compagnie aeree. Molti voli pionieristici passarono attraverso l'aeroporto, compreso quello di Amelia Earhart nel 1937.
L'aeroporto ha avuto un ruolo importante durante la seconda guerra mondiale. Nel 1942, il 7º gruppo di bombardamento della USAF, utilizzò l'aeroporto come base per i bombardieri B-24 Liberator, in missioni di combattimento contro la Birmania. L'aeroporto è stato utilizzato come porto aereo da carico per il Air Transport Command e come centro di comunicazione per la 10ª Forza Aerea.

### Post-indipendenza
Dopo la seconda guerra mondiale il traffico passeggeri ha avuto una forte crescita. Calcutta divenne una destinazione del primo aereo passeggeri a reazione al mondo, il de Havilland Comet, su una rotta della British Overseas Airways Corporation (BOAC) per Londra. Inoltre, nel 1964 Indian Airlines ha introdotto il primo servizio a livello domestico, utilizzando i Caravelle sulla rotta Calcutta - Delhi. Tra gli anni '40 e '60, l'aeroporto era servito da diverse importanti compagnie aeree tra cui Aeroflot, Air France, Alitalia, Cathay Pacific, Japan Airlines, Philippine Airlines, KLM, Lufthansa, Pan Am, Qantas, Swissair e SAS.
A causa del clima politico pesante di Calcutta durante gli anni '60, diverse compagnie aeree interruppero il loro servizio verso l'aeroporto. La guerra di liberazione del Bangladesh del 1971 ha visto un grande aumento sia di rifugiati che di malattie a Calcutta, costringendo più compagnie aeree a cessare i servizi per la città. Nel 1975, l'aeroporto ha aperto il primo terminal merci dedicato in India.
Gli anni '90 hanno visto una nuova crescita per l'aeroporto di Calcutta, poiché l'industria dell'aviazione indiana ha visto l'arrivo di nuove compagnie aeree come Jet Airways e Air Sahara. Un nuovo terminal nazionale chiamato Terminal 2 è stato aperto nel 1995 trasformando quello internazionale Terminal 1, e l'aeroporto è stato ribattezzato in onore di Netaji Subhas Chandra Bose. Nel 2000 è stata aperta una nuova sala arrivi internazionali.

### Modernizzazione
Il 2005 ha visto la crescita dei vettori low cost nel settore dell'aviazione indiana, con nuove compagnie aeree tra cui SpiceJet, IndiGo e Kingfisher Airlines. Ciò ha portato a un drammatico aumento del numero di passeggeri in aeroporto. Il sovraffollamento in entrambi i terminal ha portato all'attuazione di un piano globale di ammodernamento dell'aeroporto.
Il lavoro ha incluso l'ampliamento della pista 01L / 19R, delle vie di rullaggio e dei parcheggi. La pista è stata estesa di 400 metri (da 2790 metri a 3190 metri) sul lato nord e di 300 metri sul lato sud ed è stata dotata di un sistema CAT I per uso notturno. Una moschea di 119 anni che si trova a 30 metri dall'estremità settentrionale della pista proibisce un'ulteriore espansione in questa direzione. La pista più lunga, la 01R / 19L, è stata aggiornata dalla categoria CAT I alla categoria ILS CAT II per consentire atterraggi in condizioni di scarsa visibilità. Nell'agosto 2014 è stato annunciato che il sistema ILS della pista primaria sarebbe stato aggiornato alla CAT IIIB. Ciò consente ai voli di operare fino a quando la visibilità non scende sotto ai 50 metri. La pista secondaria sarebbe stata aggiornata a CAT II. Il lavoro di ammodernamento, di un valore pari a ₹120 crore (13,7 milioni di €), inizierà a febbraio 2015 e sarà completato entro la fine del 2015.
Il piano di ammodernamento includeva anche alcuni miglioramenti dei terminal esistenti dell'aeroporto. Tuttavia, la necessità di sostituire completamente i terminal dell'aeroporto ha portato a piani per un terminal completamente nuovo, noto come T2 per differenziarlo dal vecchio vecchio terminal domestico, per servire sia destinazioni internazionali che nazionali. La costruzione è iniziata nel novembre 2008 e il T2 è stato inaugurato il 20 gennaio 2013 dopo aver superato le precedenti scadenze di luglio 2011 e agosto 2012. L'ex hotel dell'aeroporto, l'hotel "Ashok", è stato demolito per lasciare il posto a due nuovi hotel di lusso a cinque stelle e un centro commerciale al suo posto.
Le operazioni commerciali dovevano iniziare il 23 gennaio 2013, il 116º anniversario della nascita di Netaji Subhas Chandra Bose. Tuttavia, i lavori del nuovo terminal sono finiti solo il 16 marzo 2013. L'Airports Council International lo ha nominato il miglior aeroporto migliorato nella regione Asia-Pacifico nel 2014 e nel 2015.

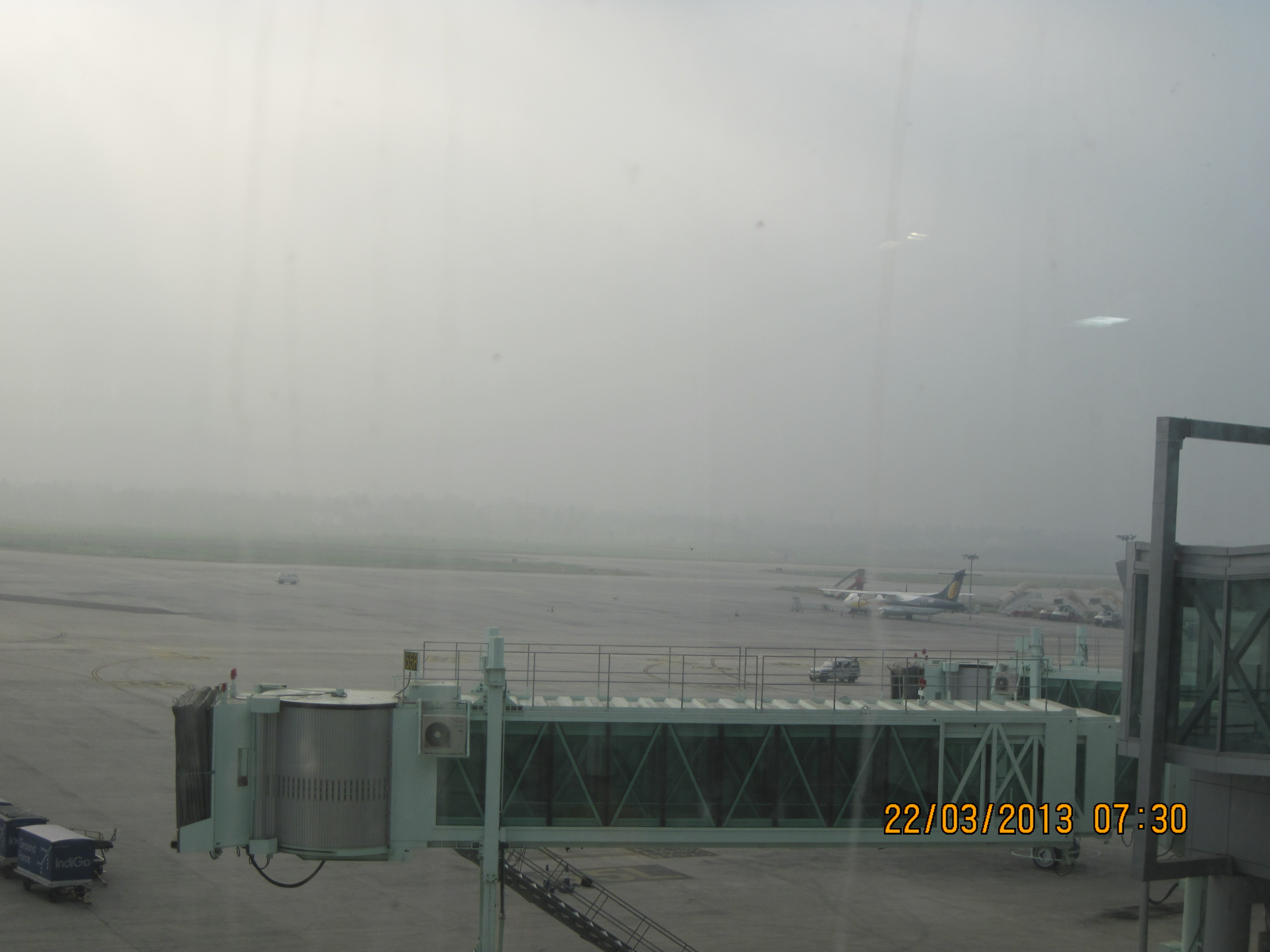
Uno dei finger in uso nell'aeroporto

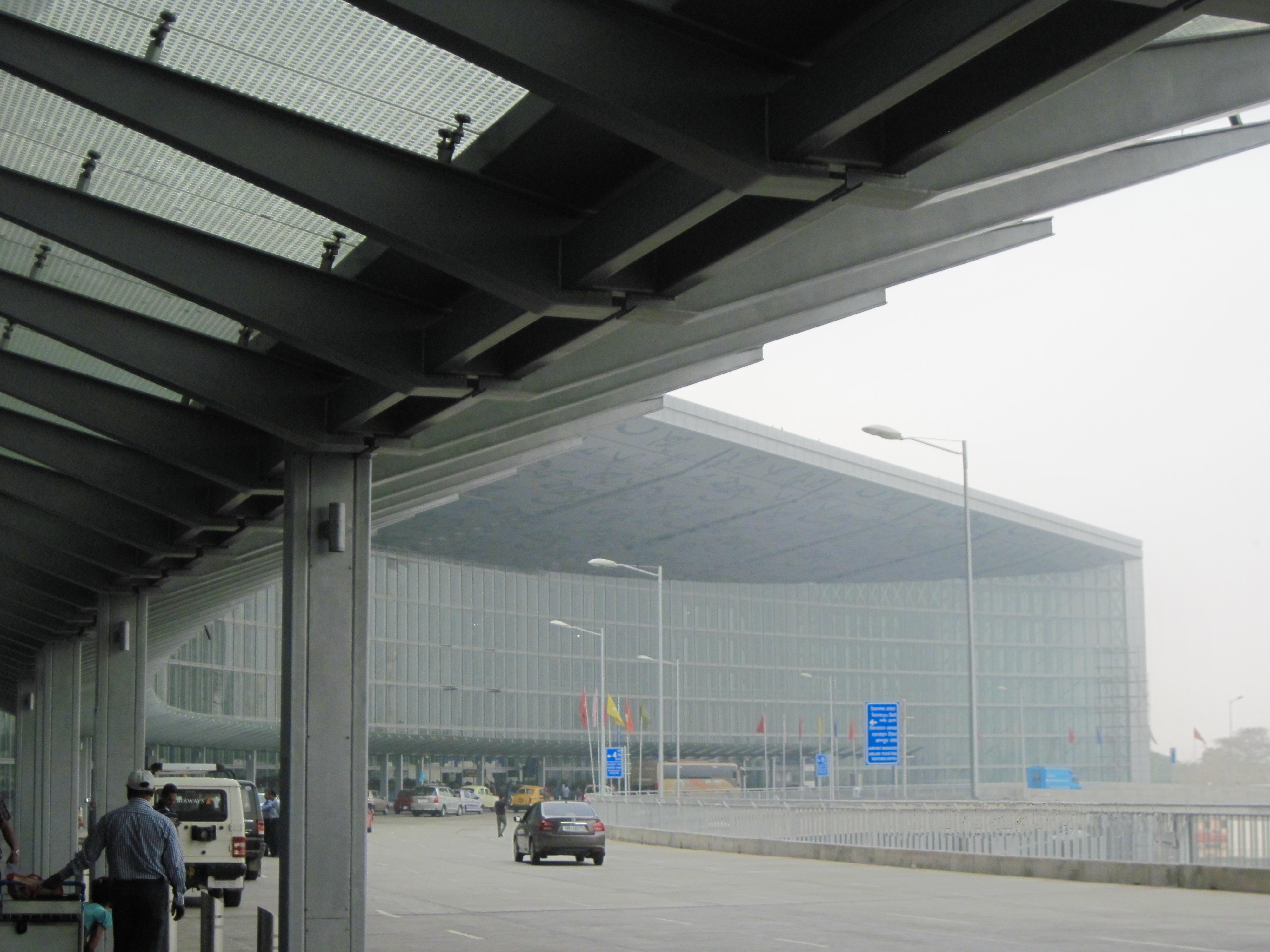
Vista esterna del nuovo terminal

## Infrastrutture

### Piste
L'aeroporto dispone di due piste parallele, la pista primaria 01R/19L ha una capacità di 35 voli all'ora e la pista secondaria 01L / 19R ha una capacità di 15 voli all'ora. La pista secondaria viene solitamente utilizzata come via di rullaggio. Quando la pista primaria viene chiusa per manutenzione, viene utilizzata la pista secondaria.

### Hangar e servizi a terra
Air India gestisce gli hangar dell'aeroporto, mentre Bharat Petroleum e Indian Oil si occupano del rifornimento di carburante. I servizi di catering sono offerti dalla Taj-Sats e della Oberoi Flight Services.

### Terminal

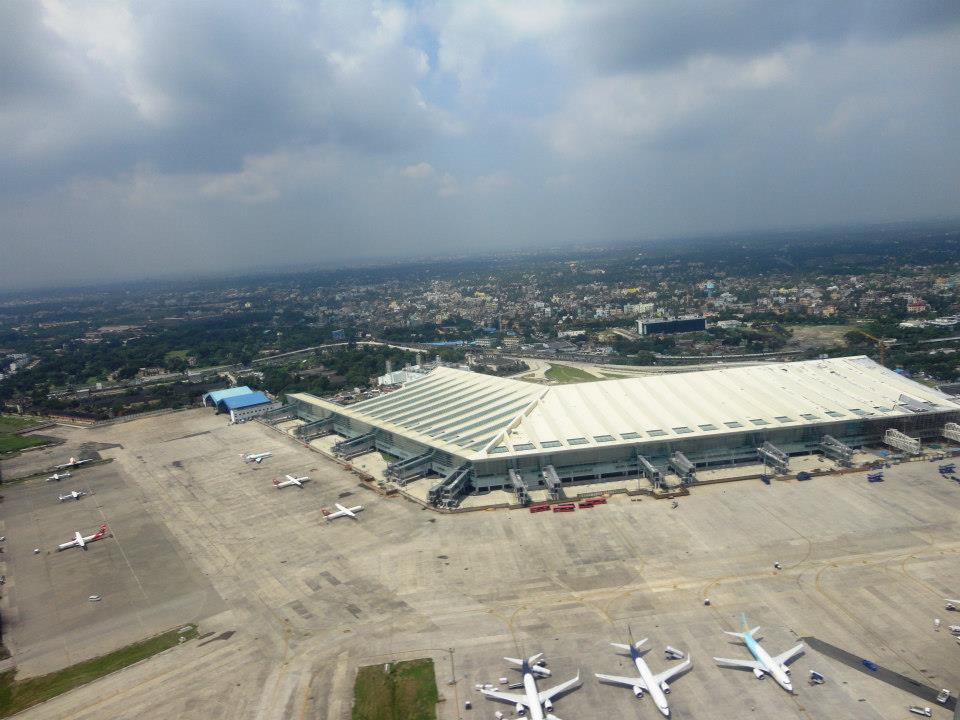
Vista dall'alto del nuovo terminal

Il nuovo terminal dell'aeroporto, il terminal T2, si sviluppa su un'area di 233.000 m² ed è in grado di gestire 25 milioni di passeggeri all'anno, rispetto alla capacità di cinque milioni dei terminal più vecchi. Il terminal presenta una struttura a forma di L, diviso su sei piani. Presenta 128 banchi check-in che utilizzano la tecnologia CUTE (Common User Terminal Equipment), 78 sportelli di immigrazione e 12 uffici doganali. Le lounge passeggeri sono offerte da Air India. Il terminal è dotato di 18 finger e di altri 57 parcheggi remoti.

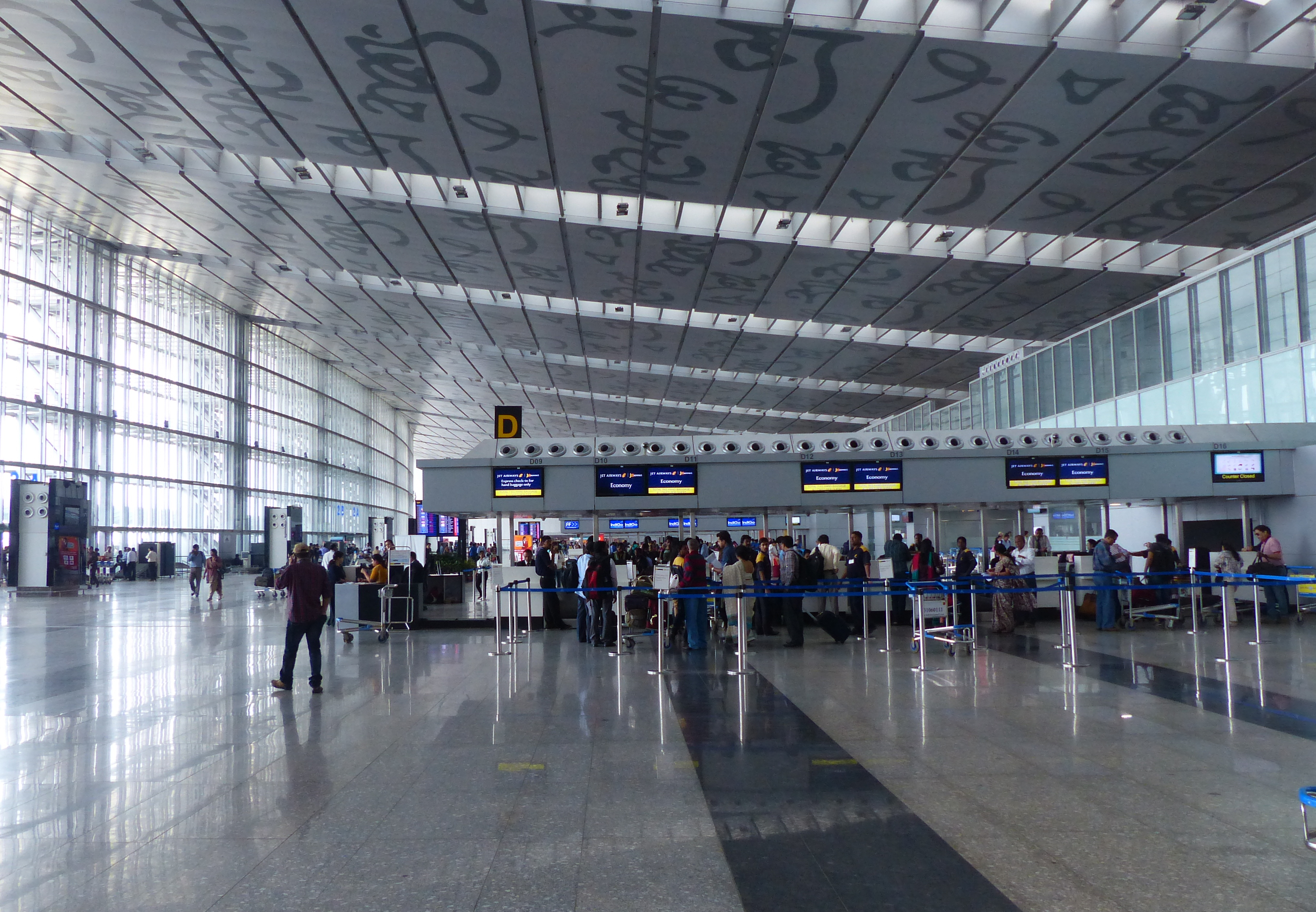
Banchi check-in del nuovo terminal

In seguito all'apertura del nuovo terminal, i vecchi terminal internazionali e domestici sono stati definitivamente chiusi. Tuttavia, entrambi i terminal in disuso sono in fase di ristrutturazione per un eventuale uso futuro.
Nell'anno finanziario 2011-2012, l'aeroporto di Calcutta ha servito 10,3 milioni di passeggeri, l'85% dei quali viaggiava sul territorio nazionale. A marzo 2012, in seguito al ritiro del servizio Lufthansa verso Francoforte, l'aeroporto è rimasto senza collegamenti diretti al di fuori dell'Asia. Tuttavia, soprattutto in seguito all'apertura del nuovo terminal, diversi vettori internazionali e non, hanno incluso Calcutta all'interno del loro network.

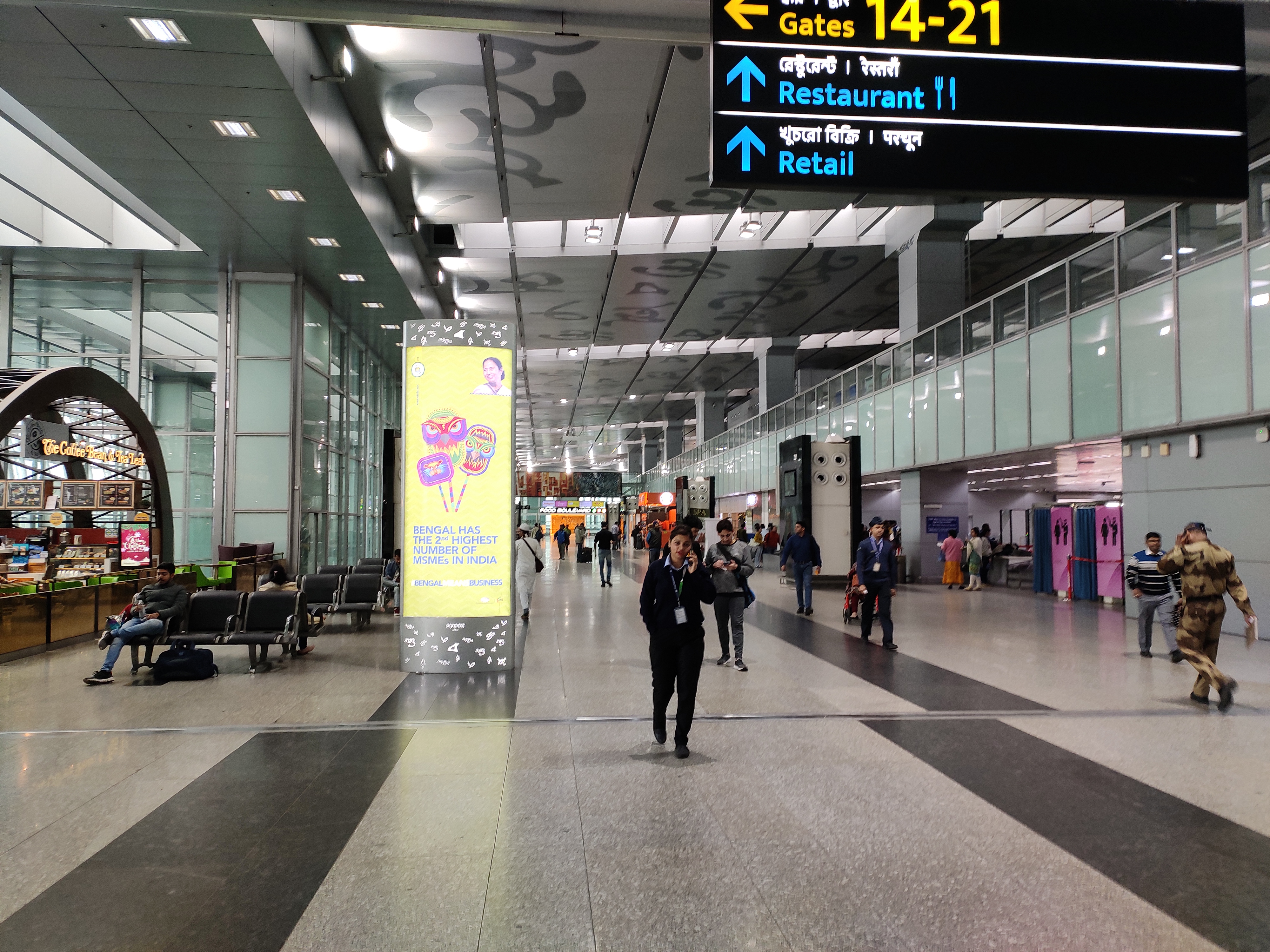
Vista interna del nuovo terminal

Nel settembre 2012, la AAI ha potenziato la capacità di movimentazione delle merci dell'aeroporto, consentendogli di soddisfare la domanda fino all'anno fiscale 2015-16. C'è stata una crescita del 25% nel movimento di merci internazionali da e per l'aeroporto, e un aumento del 15% nel transito in uscita. La componentistica di automobili ha rappresentato la maggior parte della crescita del movimento di merci dalla città verso altri paesi. Nel novembre 2008 è stato aperto il primo Centro per le merci deperibili (CPC) in tutto il Bengala occidentale. Il CPC ha una superficie di 742,5 m² e una capacità di stoccaggio annuale di 12.000 milioni di tonnellate. Il CPC è stato costruito con una sovvenzione di ₹6,75 crore (770.673 €) da parte del Ministero del Commercio. Il 3 giugno 2019, Singapore Airlines ha operato il primo servizio con un Airbus A350 dall'aeroporto di Singapore a Calcutta, aumentando la capacità settimanale dei posti.

## Espansione
La costruzione del nuovo terminal, così come l'ampliamento della pista, hanno segnato la conclusione della "Fase 1" del progetto. I funzionari dell'AAI hanno annunciato di essere pronti ad iniziare con la "Fase 2" del piano di espansione. Ciò comporta la costruzione di una nuova torre di controllo per fornire ai controllori una migliore visuale degli aerei sul nuovo terminal. L'edificio sarà accompagnato da un complesso di uffici di 4 piani. Inizialmente, è stata proposta una torre di 112 m, ma l'altezza è stata rivista più volte e nel 2017 è stata definitivamente ridotta a 51,4 m. La torre in costruzione dovrebbe essere completata entro il 2020. Nuovo piano di espansione
Il nuovo terminal, inaugurato nel 2013, è già sul punto di raggiungere la sua capacità annua di 24 milioni di passeggeri quattro anni prima delle proiezioni iniziali. Per affrontare questo problema, la AAI ha pianificato di aggiornare ed espandere ulteriormente l'aeroporto e aumentare la sua capacità di passeggeri del 100%, per gestire fino a 40 milioni di passeggeri all'anno. Il nuovo piano di espansione da ₹1.000 crore (114.173.821 milioni di €) sarà realizzato in 2 fasi. Il numero di parcheggi verrà aumentato a 105 entro il 2024.

### Fase 1
I funzionari della AAI hanno dichiarato che nella Fase 1, il vecchio terminal sarà demolito per essere sostituito da un nuovo edificio di 7.000 m². L'edificio verrà collegato al terminal esistente tramite tappeti mobili. Questo edificio sarà utilizzato solo per l'imbarco e lo sbarco dei passeggeri. I passeggeri in arrivo nel vecchio terminal verrebbero così collegati al nuovo terminal e poi lascerebbero l'aeroporto. Ciò ridurrebbe la congestione nelle ore di punta ed aumenterebbe immediatamente la capacità massima di passeggeri e risolverebbe, per il momento, la crisi spaziale.

### Fase 2
È già stato realizzato un piano per la costruzione di un eventuale terzo terminal che porterebbe la capacità passeggeri dell'aeroporto a 45 milioni. Il piano ha già ricevuto l'approvazione dal Ministero dell'aviazione Indiano. Il nuovo terminal sorgerà a nord dell'attuale terminal T2. Secondo il piano, il vecchio terminal internazionale sarà demolito per far posto a quello nuovo. Si prevede che il nuovo terminal ospiterà solo voli nazionali, lasciando al terminal T2 più spazio per i voli prettamente internazionali.

## Statistiche
A partire dall'anno fiscale 2019-20, l'aeroporto internazionale Netaji Subhas Chandra Bose è stato di nuovo il quinto aeroporto più trafficato dell'India in termini di numero totale di passeggeri serviti, che era di circa 22 milioni, con un aumento dello 0,6% rispetto all'anno precedente. Di questi, 19 milioni di passeggeri erano nazionali e 3 milioni internazionali. Il traffico merci ha registrato un calo dell'1,1% rispetto all'anno precedente, con 153.468 tonnellate di merci.
| Anno fiscale | Passeggeri     | Passeggeri | Passeggeri | Variazione | Cargo (t) | Variazione | Note          |
| Anno fiscale | Internazionali | Nazionali  | Totale     | Variazione | Cargo (t) | Variazione | Note          |
| ------------ | -------------- | ---------- | ---------- | ---------- | --------- | ---------- | ------------- |
| 2009–10      | 1.187.160      | 6.858.564  | 8.045.724  | Stabile    | 110.256   | Stabile    | [ 78 ] [ 79 ] |
| 2010–11      | 1.428.086      | 8.203.586  | 9.631.672  | 19,7%      | 129.957   | 17,9%      | [ 78 ] [ 79 ] |
| 2011–12      | 1.566.102      | 8.737.889  | 10.303.991 | 7,0%       | 125.593   | 3,4%       | [ 80 ] [ 81 ] |
| 2012–13      | 1.644.339      | 8.424.316  | 10.068.655 | 2,3%       | 123.491   | 1,7%       | [ 82 ] [ 83 ] |
| 2013–14      | 1.765.013      | 8.335.219  | 10.100.232 | 0,7%       | 129.782   | 6,2%       | [ 84 ] [ 85 ] |
| 2014–15      | 1.926.562      | 8.990.107  | 10.916.669 | 8,1%       | 136.699   | 5,3%       | [ 86 ] [ 87 ] |
| 2015–16      | 2.217.473      | 10.203.771 | 12.421.244 | 13,8%      | 139.679   | 2,2%       | [ 88 ] [ 89 ] |
| 2016–17      | 2.230.071      | 13.589.468 | 15.819.539 | 24,0%      | 152.415   | 9,0%       | [ 90 ] [ 91 ] |
| 2017–18      | 2.586.775      | 17.305.749 | 19.892.524 | 25,7%      | 163.323   | 7,2%       | [ 92 ] [ 93 ] |
| 2018–19      | 2.786.805      | 19.090.545 | 21.877.350 | 10,0%      | 155.232   | 5,0%       | [ 94 ] [ 95 ] |
| 2019–20      | 2.939.322      | 19.076.069 | 22.015.391 | 0,6%       | 153.468   | 1,1%       | [ 76 ] [ 77 ] |

## Trasporti e collegamenti
L'aeroporto ha una rete consolidata di taxi prepagati e autobus con aria condizionata che lo collegano al centro della città. Grazie al programma di ammodernamento, sono stati costruiti anche un cavalcavia a Nagerbazar e una rampa di accesso su VIP Road. Per accelerare il traffico diretto all'aeroporto è stato realizzato un cavalcavia di 2 chilometri da Kestopur a Raghunathpur. I parcheggi del nuovo terminal includono un parcheggio sotterraneo su due livelli in grado di ospitare 3000 auto, nonché un parcheggio esterno che può ospitare altre 2000 auto.

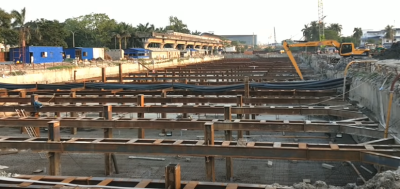
La stazione di Biman Bandar in fase di costruzione

L'aeroporto era collegato anche dalla Kolkata Suburban Railway. Il binario sopraelevato lungo 4 chilometri collegava la stazione ferroviaria dell'aeroporto, la stazione di Biman Bandar, con la stazione ferroviaria di Dum Dum. La linea era servita da più elettrotreni. Tuttavia, a causa dei piani di sostituzione della linea ferroviaria con la metropolitana, essa è stata chiusa nel settembre 2016 per facilitare la costruzione delle nuove linee della metropolitana. La parte restante dell'infrastruttura è stata smantellata all'inizio del 2020 per fare spazio a lavori di ristrutturazione stradale.
Sono previste due nuove linee della metropolitana di Calcutta per il collegamento con l'aeroporto: una da Noapara (sulla Kolkata Metro Line 4) e l'altra da New Garia (sulla Kolkata Metro Line 6). Entrambe le linee convergeranno alla stazione della metropolitana di Biman Bandar.

## Incidenti
- Il 2 maggio 1953 un de Havilland Comet (volo BOAC 783) diretto a Delhi si schianta poco dopo il decollo con la perdita di 43 vite. Parti dell'aereo sono state trovate su un'area di oltre 20 km², vicino a Jugalgari, un villaggio a circa 40 km a nord-ovest di Calcutta, suggerendo una disintegrazione in volo prima dell'impatto con il suolo.[105]
- Il 12 giugno 1968 un Boeing 707-312C (volo Pan-Am PA001, denominato Clipper Caribbean) colpisce un albero a 1,12 km dalla pista durante un avvicinamento visivo notturno sotto la pioggia. In seguito all'impatto l'aereo si è schiantato e ha preso fuoco. La fusoliera è rimasta in gran parte intatta, anche se il carrello di atterraggio dell'aereo si è rotto. Dei 10 membri dell'equipaggio e 53 passeggeri a bordo, 1 membro dell'equipaggio e 5 passeggeri hanno riportato ferite mortali a causa dell'incendio.[106][107]
- Il 22 dicembre 2015 un autobus aeroportuale della Jet Airways si è schiantato contro un aereo ATR della Air India parcheggiato, danneggiando il motore di quest'ultimo. Non c'erano persone a bordo al momento dell'incidente.[108] L'autista dell'autobus stava dormendo quando ha speronato il suo veicolo contro l'aereo da ₹400 crore (45,6 milioni di €).[109]